# سیارک ۷۲۸۰۴
سیارک ۷۲۸۰۴ (به انگلیسی: 72804 Caldentey، نامگذاری:2001GQ) هفتاد و دو هزار و هشتصد و چهارمین سیارک کشف شده‌است که در ۱۱ آوریل ۲۰۰۱ کشف شد.